# Злегка надлишкові числа
Злегка надлишкове число, або квазідосконале число — надлишкове число, сума власних дільників якого на одиницю більша самого числа.
На даний час не знайдено жодного злегка надлишкового числа і питання їх існування залишається відкритим. Відомо, що якщо ці числа існують то вони мають бути більші 1035 і мають не менше 7 різних простих дільників.